# Groene berkenmineermot
De groene berkenmineermot (Stigmella continuella) is een vlinder uit de familie dwergmineermotten (Nepticulidae). De wetenschappelijke naam is voor het eerst geldig gepubliceerd in 1856 door Stainton.
De soort komt voor in Europa.